# Los Más Más
Los Más Más (Los + Más) o Los más escuchados fue un programa infanto- juvenil argentino de 1997 y 1998 emitido por Canal 9.

## Historia
Se trató de un programa exclusivamente para el público de niños y adolescentes, donde se interpretaba mediante mímicas, gestos y coreografía (Playback) los temas de populares cantantes de aquellos años como Thalía, Chayanne, Spice Girls, Backstreet Boys, Marta Sánchez, Fey, entre otros . Se emitió por Canal 9, cuyo director fue Alejandro Romay. Salió al aire de lunes a viernes de 17.30 a 18 hs por canal 9 en 1997/98 (poco después pasó a las 17 y extendió su duración a una hora).
Fue promocionado en su momento como una "adaptación nacional" del programa inglés Top of the Pops, nacido a mediados de los 60's en la BBC y que dejó el aire en 2006.
Algunos de los integrantes habían participado en Camino al Oscar de Feliz Domingo y Pablo Codevilla los llamó para el programa.
De este ciclo salieron varias figuras que se hicieron conocidas en la pantalla chica y el cine como Gabriela Sari (quien saltó un año después a la fama con la telenovela Muñeca Brava) y Daniela Viaggiamari.
Tuvo tanta popularidad en esa época que VideoMatch, conducido por Marcelo Tinelli, realizó su parodia junto con Pablo Granados a la cabeza, logrando incluso, mayor repercusión que el original. El sketch del programa Los más crotos y todavía es recordado por el paso de baile que impuso el humorista, cuando sonaba «Laura no está» del italiano Nek. Cabe destacar que una vez que terminó Los más escuchados algunos de los integrantes del elenco original fueron llamados por Tinelli para participar de Los más crotos hasta finales de la temporada 1998 de VideoMatch.

## Elenco
- Ivanna Rossi
- Daniela Viaggiamari
- Gabriela Sari
- Emanuel Paniagua
- Rosana Benitez